# Casquet glacial de Groenlàndia

Mapa de Groenlàndia amb la fondària de gel del casquet glacial. GISP vol dir el lloc on s'ha tret una mostra de gel de 3 km de llarg.

El casquet glacial de Groenlàndia o Indlandsis de Groenlàndia (en llengua inuit: Sermersuaq) és una extensa massa de gel que cobreix 1.710.000 km², aproximadament el 80% de la superfície total de Groenlàndia. És la segona massa de gel del món després del casquet glacial de l'Antàrtida. Aquest casquet glacial fa gairebé 2.400 km de llarg de nord a sud i a la seva amplada més gran fa 1.100 km (que es troba a la latitud 77°N prop del marge nord). L'altitud mitjana del gel és 2.135 m. generalment fa més de 2 km de gruix i 3 km al punt on en fa més. No és l'única massa de gel de Groenlàndia, ja que hi ha glaceres aïllades i altres superfícies de gel que cobreixen respectivament 76.000 i 100.000 km² a la perifèria.
Alguns científics preveuen que per l'escalfament global el gel serà empès cap amunt i es fondrà en pocs centenars d'anys. Si aquest desgel passa completament el nivell del mar global pujaria 7,2 metres. Això podria inundar la majoria de les ciutats costaneres del món i eliminar moltes illes, això passaria especialment als estats de Tuvalu i les Maldives perquè la seva altitud màxima queda per sota del nivell de 7,2 metres.
Aquesta massa de gel s'anomena indlandsis derivat del danès (illa de gel).
Aquest gel té una edat de 110.000 anys. Es creu que es va formar al període Pliocè tardà i al Plistocè primerenc per coalescència del gel de les glaceres i altres masses de gel. No es va formar completament fins al Pliocè tardà.
El pes del gel ha fet baixar la terra que té a sota el centre de Groenlàndia, la roca mare està a prop del nivell del mar a gran part de l'interior de l'illa però les muntanyes de la perifèria confinen la capa entre els seus marges. Si desaparegués el gel Groenlàndia passaria a ser un arxipèlag, com a mínim fins que la isostàsia empenyés la superfície de la terra per sobre del nivell del mar una altra vegada.
Es produeixen molts icebergs per les glaceres perifèriques. El més conegut dels icebergs és Sermeq Kujalleq, que s desplaça 20-22 m cada dia.
En la capa glaçada les temperatures són les més baixes de Groenlàndia, la temperatura mitjana anual més baixa és -31 °C a la part nord-central i al sud són de -20 °C.

## El gel de Groenlàndia com a registre de climes antics
La neu premsada conserva en forma de bombolles d'aire atrapades dades sobre la temperatura, volum oceànic, precipitació, composició química dels gasos atmosfèrics, erupcions volcàniques, variabilitat solar, productivitat marina, extensió dels deserts i focs forestals. La varietat de dades del gel és superior a l'obtinguda d'anells d'arbres o sediments lacustres.